# Leidsch Dagblad

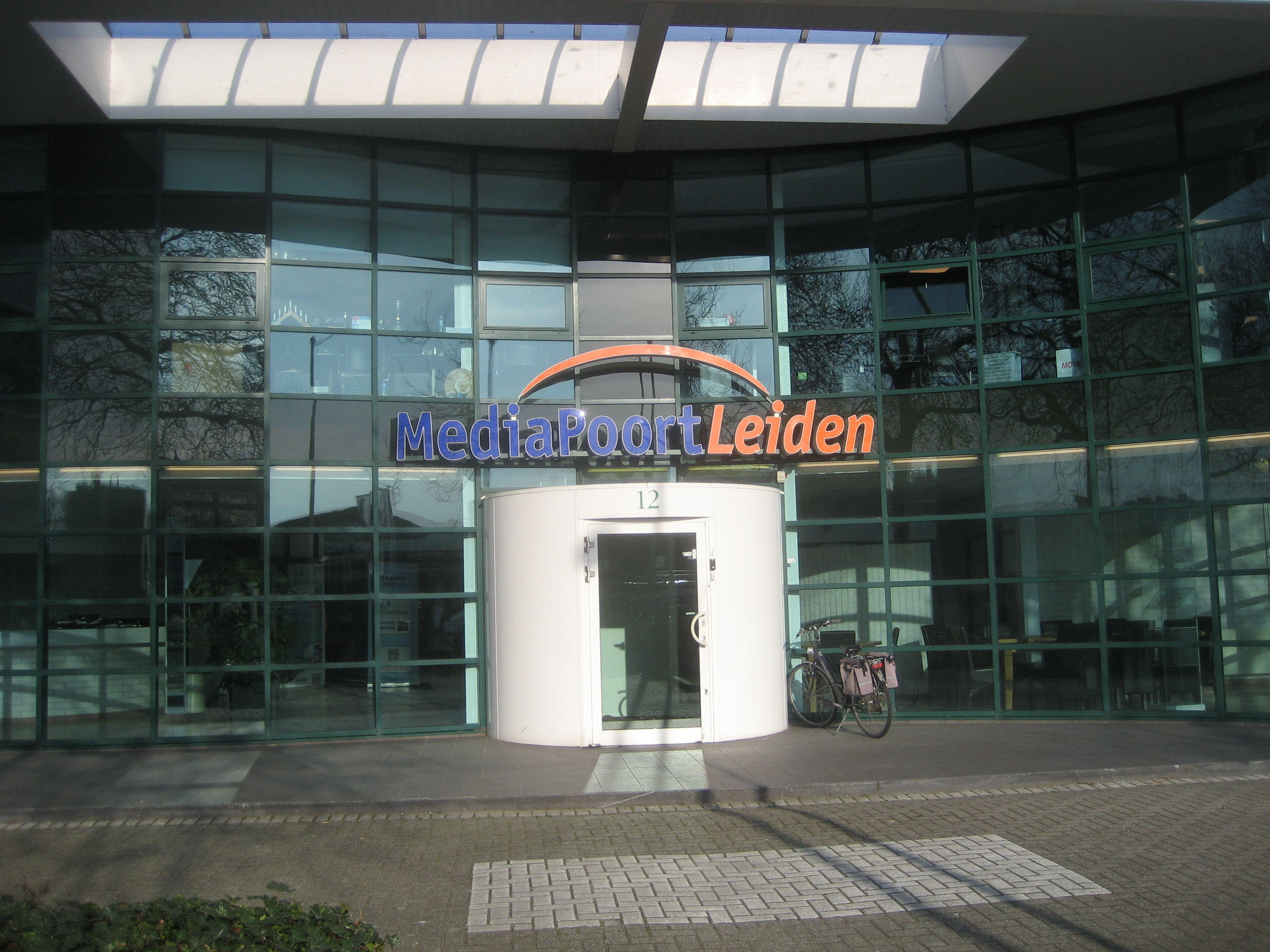
Leidsch Dagblad (Redaktion, 2016)

Das Leidsch Dagblad ist eine niederländische Regionalzeitung mit Redaktionssitz in Leiden. Die Zeitung erscheint montags bis samstags im Broadsheet-Format. Herausgeber der Zeitung ist HDC Media, wo mit De Gooi- en Eemlander, Haarlems Dagblad, IJmuider Courant und Noordhollands Dagblad weitere Regionalzeitungen erscheinen. Die bezahlte Auflage betrug im ersten Quartal 2008 31.439 Exemplare. Die Chefredakteure sind Geert ten Dam und Jan Geert Majoor.

## Geschichte
Gegründet wurde das Leidsch Dagblad im Jahr 1860 von Albert Willem Sijthoff, einem der wichtigsten Verleger der Niederlande des neunzehnten Jahrhunderts, als Konkurrenz zur Leidsche Courant. Nachdem die ersten zehn Jahre noch viel an dem richtigen Konzept gefeilt worden war, konnte das Blatt 1880 3.688 Abonnenten vorweisen. 1878 gründete Sijthoff zusätzlich die beiden Zeitungen Rotterdamsch Nieuwsblad und Nieuws van den Dag und übergab schließlich 1886 die Leitung des Leidsch Dagblad an seinen Sohn Gerard Henri.
Von 1943 an, während der deutschen Besatzung im Zweiten Weltkrieg, erschien das Leidsch Dagblad bis zum Kriegsende nicht, da das Ansinnen der Besatzer, einen Chefredakteur aus den Reihen der NSB einzusetzen, von der Zeitung nicht akzeptiert wurde. In dieser Zeit nahm das besatzertreue Dagblad voor Leiden en Omstreken ihren Platz ein.
1980 wurde das Leidsch Dagblad Teil des Verlags Damiate, der die Zeitungen De Typhoon, Haarlems Dagblad, IJmuider Courant, Nieuwe Noordhollandse Courant und De Noord-Amsterdammer herausgab. Am 1. Januar 1992 fusionierte Damiate wiederum mit dem Verlag VND, Herausgeber des Noordhollands Dagblad, zur Hollandse Dagbladcombinatie (HDC). Ein Jahr später wurde die Hollandse Dagbladcombinatie von der Telegraaf Media Groep übernommen.
2004 wurde das Leidsch Dagblad und seine Schwesterzeitung Haarlems Dagblad von einer Abend- in eine Morgenzeitung umgewandelt.